# Wolfgang Dalheimer

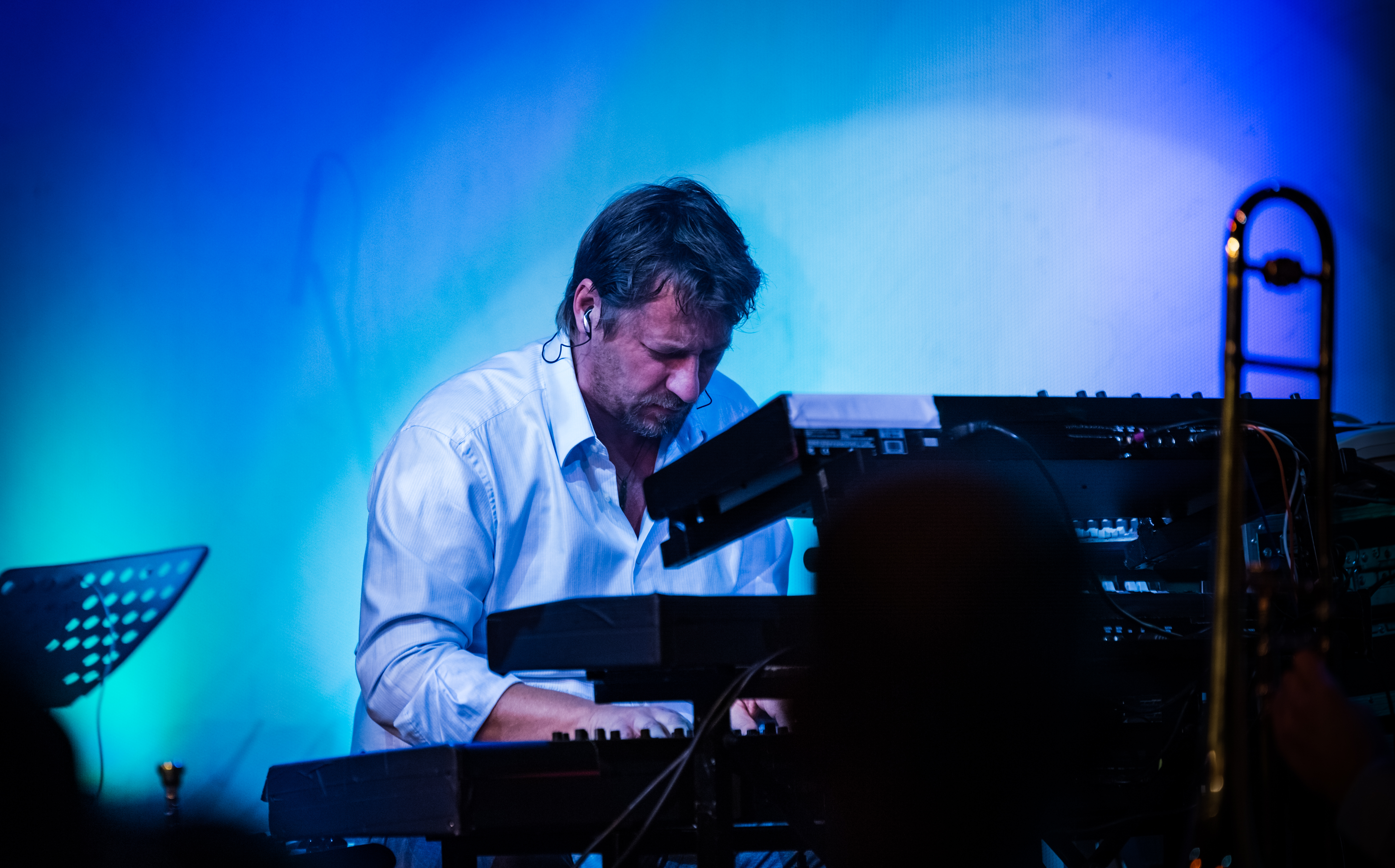
Dalheimer bei einem Konzert mit den Heavytones

Wolfgang Norman Dalheimer (* 28. September 1967) ist ein deutscher Keyboarder, Pianist, Komponist und Musikproduzent. Er ist Keyboarder und Arrangeur der Band Heavytones, die von September 2024 bis Juni 2025 Bestandteil der Sendung Du gewinnst hier nicht die Million war und zuvor TV total begleitete.

## Leben und Werk
Dalheimer wuchs in Idar-Oberstein auf und spielt seit jungen Jahren Klavier. Er absolvierte sowohl ein klassisches Musikstudium als auch ein Jazz-Studium an der Rheinischen Musikhochschule in Köln. Nachdem er Pete York kennenlernte, spielte er in verschiedenen Projekten und war schließlich musikalischer Leiter und Arrangeur. Anschließend spielte er mehrere Konzerte mit Größen wie Chaka Khan oder Wolfgang Haffner.
Als die ProSieben-Late-Night-Show TV total 2001 zu einem täglichen Format wechselte, wurde eine Band mit dem ursprünglichen Namen Herb and the Heavytones zusammengestellt, in der er Gründungsmitglied ist. In der Show begleitete die Band zahlreiche international bekannte Sänger. Darüber hinaus war er musikalischer Direktor zahlreicher im Rahmen der Sendung veranstalteter Castingwettbewerbe wie SSDSGPS oder Unser Star für Oslo. So begleiteten die Heavytones Max Mutzke beim ESC 2004 und belegten mit ihm den achten Platz. 2006 und 2008 war er als Arrangeur für die Castingshow Popstars tätig. 2011 produzierte er zusammen mit Nik Hafemann für Mark Medlock das Soulcoveralbum My World. Des Weiteren komponierte Dalheimer zahlreiche Jingles für TV-Shows und Werbespots. Dalheimer arrangierte den Song Lass das mal den Papa machen., den Soundtrack zu Stromberg – Der Film.
Dalheimer nahm 2003, 2004 und 2010 an der Wok-WM teil.
Er war viele Male musikalischer Experte des deutschen ESC-Vorentscheids und beriet unter anderem Michael Schulte, der beim ESC 2018 den vierten Platz erreichte.
Mit den Heavytones verwirklicht er sowohl Eigenkompositionen als auch Coverversionen, wie zuletzt die von ihm produzierte EP A Tribute To Earth Wind & Fire.
2020 unterstützte er die in der Sat.1-Show Luke! Die Greatnightshow zusammengestellte Band 4OUR musikalisch. Seit 2021 leitet er die Studioband „Wolf and the Gang“ der Show Let the Music Play. 2022 stellte er die Band von DSDS zusammen, war Teil von dieser und Musikalischer Direktor bei den vier Liveshows.
Außerdem war er 2023 musikalischer Direktor und Arrangeur der bei RTL+ veröffentlichten Sendung That's My Jam. Bei der Gala des Deutschen Fernsehpreises 2023 trat er im Duett auf.
Mit den Heavytones trug er die Live-Musik beim deutschen Vorentscheid für den Eurovision Song Contest 2025 während den Auftritten der Kandidaten bei.